# A Senhora de Shalott
The Lady of Shalott (em português:  A Dama de Shalott ou A Senhora de Shalott) é uma pintura a óleo sobre tela do pintor Pré-Rafaelita John William Waterhouse, de 1888. A obra está exposta na galeria Tate Britain, em Londres. Uma representação que ilustra o poema do inglês Alfred Tennyson (1809-1892), "The Lady of Shalott". A dimensão da tela é de 1,53 x 2m. Antes de Waterhouse criar sua “Lady of Shalott”, em 1888, outros pintores já a haviam retratado, principalmente os Pré-Rafaelistas que se inspiraram na poesia de Tennyson, assim podemos citar William Holman Hunt (1827-1910) e Dante Gabriel Rossetti (1828-1882), que ilustraram uma publicação da obra, feita por Edward Moxon, em 1857, do poema de Tennyson, "The Lady of Shalott".

## História
A cena é uma representação visual da Lady de Shalott (Lady of Shalott), personagem que se insere ao mundo lendário do Rei Arthur. O ciclo bretão arturiano começou a se estabelecer na Idade Média, cujas fontes mais remotas pertencem ao século VI, e possui diversas personagens muito conhecidas na cultura popular contemporânea, tendo sido bastante exploradas pelo cinema e pela literatura. Entre elas, além do próprio Arthur, destacam-se Guinevere, Merlin, Morgana, Lancelot, entre outras. Entretanto, nem sempre o universo do Rei Arthur foi assim tão popular. Com o final da Idade Média, o interesse pelo ciclo arturiano decaiu, ressurgindo apenas no século XIX, no período romântico.
Impregnada da visão romântica do século XIX, a Senhora de Shalott surgiria em 1833, quando o poeta inglês Alfred Tennyson (1809-1892) publicou a primeira versão do poema The Lady of Shalott, com 20 estrofes. Publicaria ainda uma segunda versão em 1842, com 19 estrofes, que se tornaria a versão definitiva. A Senhora de Shalott teria sido inspirada na personagem Elaine de Astolat, da Lenda do Rei Arthur, cuja história é contada na obra do escritor inglês Thomas Malory (1405-1471), Le Morte d’Arthur, publicada em 1485. Outra possível fonte de inspiração seria a novela italiana Donna di Scalotta, do século XIII.
Umberto Eco resume a narrativa do drama da Senhora de Shallot no seu livro História de Terras e Lugares Lendários:
| “ | A dama de Shalott vive nas cercanias de Camelot, atormentada por uma maldição da maléfica Morgana: morreria se olhasse na direção de Camelot. Assim ela passa a vida fechada na torre, onde só vê o mundo exterior através de um espelho. Mas, um dia, ela vê Lancelot no espelho e fica perdidamente apaixonada, embora saiba que o cavaleiro ama a rainha Guinevere. Sabendo que vai morrer, ela foge num barco para desaparecer o mais longe possível do homem amado. O barco é arrastado pela corrente do rio Avon para Camelot, enquanto a dama dá seu último suspiro cantando. | ” |

Na pintura de Waterhouse é possível identificar muitos dos elementos presentes na narrativa poética. A cena mostra a Senhora de Shalott no momento em que a maldição já se concretizou. Uma paisagem à beira de um rio cuja natureza campestre serve de moldura à cena central. Ao fundo, árvores que pertencem a uma densa floresta escura e a direita a paisagem além do curso do rio. Na parte esquerda, os degraus de pedra do cais e mais a frente na água do rio, a vegetação ribeira.
No centro encontra-se uma moça ruiva, com um vestido branco sentada num barco. Neste momento ela já teria descido da sua torre e encontra-se dentro do barco, prestes a soltar as amarras do mesmo, que segura com sua mão direita. Esta corrente matinha o barco ancorado à ilha, mas também possui um significado metafórico: representa o medo da dama a respeito da maldição que a privou da vida. Ao deixar para trás as correntes e seus temores, a moça liberta-se. A sua fisionomia e olhar são de tristeza e desespero. A expressão da modelo e a sua cabeça ereta lembram uma situação de sofrimento. Envolvendo o fundo do barco, onde está posicionada, vemos uma tapeçaria bordada com figuras retratadas nela, como um cavaleiro e seus homens a cavalo, além de uma dama enfrente a um castelo e as suas bordas que se arrastam na água. Essas cenas representam o que a Dama via através do espelho, de certa forma, a sua vida até aquele momento. As três velas, das quais só uma ainda traz a chama acesa e prestes a apagar-se pelo vento, indicam que o seu tempo de vida está quase no fim, simbolizado pela chama das velas, das quais duas já se extinguiram e a última encontra-se na iminência de ser apagada. Na parte da frente do barco, há três velas, duas apagadas e uma ainda acesa, além de um crucifixo que realçam, juntamente com a cor do barco, o aspecto fúnebre da cena. A sua boca está entreaberta, indicando o entoar do seu último canto. A beleza da luz crepuscular representada por Waterhouse indica o final do dia, momento em que ela solta o barco, funcionando também como um símbolo da morte iminente, a escuridão que está prestes a cair. Flutuando na água, está o lírio mencionado no poema. As folhas aparecem sobre a água para representar não só o outono da vida como a noção vitoriana da "mulher caída", ou seja, a que sucumbiu à tentação sexual.